# Xã Egypt, Quận Ashley, Arkansas
Xã Egypt (tiếng Anh: Egypt Township) là một xã thuộc quận Ashley, tiểu bang Arkansas, Hoa Kỳ. Năm 2010, dân số của xã này là 10.620 người.